# Wickenburg (Arizona)
Wickenburg is een plaats (town) in de Amerikaanse staat Arizona, en valt bestuurlijk gezien onder Maricopa County.

## Demografie
Bij de volkstelling in 2000 werd het aantal inwoners vastgesteld op 5082.
In 2006 is het aantal inwoners door het United States Census Bureau geschat op 6423, een stijging van 1341 (26,4%).

## Geografie
Volgens het United States Census Bureau beslaat de plaats een oppervlakte van
29,8 km², geheel bestaande uit land. Wickenburg ligt op ongeveer 596 m boven zeeniveau.

## Plaatsen in de nabije omgeving
De onderstaande figuur toont nabijgelegen plaatsen in een straal van 56 km rond Wickenburg.